# Axlavad
Axlavad är en sjö i Mölndals kommun i Halland och ingår i Kungsbackaåns huvudavrinningsområde.